# Tangerine
Tangerine és una pel·lícula estatunidenca de 2015 dirigida per Sean Baker, escrita per Baker i Chris Bergoch i protagonitzada per Kitana Kiki Rodriguez i Mya Taylor. Narra la història d'una prostituta transgènere que descobreix que el seu xicot, qui també és el seu proxeneta, l'ha estat enganyant amb una altra dona. La pel·lícula va ser filmada amb tres telèfons iPhone 5s. Es va estrenar el 23 de gener de 2015 en el Festival de Cinema de Sundance. Magnolia Pictures va realitzar un llançament limitat de la pel·lícula el 10 de juliol de 2015.

## Argument
La prostituta transgènere Sin-Dee Rella, qui acaba de sortir de la presó després de complir una sentència de 28 dies, es troba amb la seva amiga Alexandra, una altra prostituta transgènere, en una tenda de dònuts de Hollywood en el dia de la Nit de Nadal. Alexandra accidentalment revela que el xicot i proxeneta de Sin-Dee, Chester, l'ha estat enganyant amb una dona cisgènere. Sin-Dee, enfadada, surt de la tenda i comença a buscar Chester i la dona.
Mentrestant, Alexandra reparteix fulletons anunciant una presentació musical que realitzarà aquesta nit i es baralla amb un client que es nega a pagar-li. La policia interromp la baralla. Razmik, un taxista armeni, puja a una prostituta al seu cotxe però la tira quan descobreix que no és transgènere. Poc després es troba amb Alexandra i li realitza una fel·lació en un servei d'auto-rentat. Razmik torna a la seva casa per al sopar de Nadal amb la seva família i Alexandra va al bar on va a realitzar la seva presentació, però cap de les persones a les quals va convidar ha arribat.
Sin-Dee troba la dona que buscava, Dinah, en un bordell que opera en una habitació d'un motel i l'arrossega a través de la ciutat buscant Chester. Dinah es burla d'ella per creure que és l'única xicota de Chester i Sin-Dee s'adona que fa tard a la presentació d'Alexandra, per la qual cosa es dirigeix al bar amb Dinah. En el lavabo del bar les dues fumen metamfetamines i Sin-Dee maquilla al seu «ostatge» per assistir després a la presentació d'Alexandra en un bar gairebé buit.
Després de la presentació, les tres van a la tenda de dònuts on Sin-Dee confronta Chester, qui insisteix que Dinah no significa gens per ell. Razmik, que camina buscant a Sin-Dee, arriba al lloc, seguit per la seva sogra que sospitava que estava ficat en alguna cosa estrany. La sogra crida l'esposa de Razmik, que arriba al lloc amb el seu nadó. El grup comença a discutir fins que la propietària de la botiga crida la policia. Razmik i la seva família tornen a l'apartament, mentre que Dinah torna al bordell, on li diuen que ja no hi ha lloc per a ella.
Fora de l'establiment, Chester diu a Sin-Dee que ell també es va posar al llit amb Alexandra. Sin-Dee, ferida, s'allunya i intenta buscar clients, un dels quals li llança un got amb orina a la seva cara i l'increpa amb insults transfòbics. Alexandra la porta a una bugaderia per netejar la seva perruca i la seva roba. Durant l'espera, presta a Sin-Dee la seva perruca.

## Repartiment
- Kitana Kiki Rodriguez com a Sin-Dee Rella.
- Mya Taylor com a Alexandra.
- James Ransone com a Chester.
- Mickey O'Hagan com a Dinah.
- Karren Karagulian com a Razmik.
- Alla Tumanian com a Ashken.
- Luiza Nersisyan com a Yeva.
- Arsen Grigoryan com a Karo.
- Ian Edwards com a Nash.
- Scott Krinsky com a John
- Clu Gulager com a Cherokee.
- Ana Foxx com a Selena.
- Chelcie Lynn com a Madam Jillian.

## Producció

### Desenvolupament
La pel·lícula va ser produïda per Through Films, Darren Dean i Shih-Ching Tsou i va comptar amb la producció executiva de Mark i Jay Duplass. Baker i Chris Bergoch van treballar en el guió de la pel·lícula entre setembre i desembre de 2013. Tots dos van conèixer Taylor i Rodriguez al Centre LGBT de Los Angeles el 2013.

### Rodatge
El rodatge va tenir lloc a Hollywood (incloent-hi West Hollywood i el Santa Monica Boulevard) entre la Nit de Nadal de 2013 i el 17 de gener de 2014. Tangerine va ser filmada per Baker i Radium Cheung amb tres telèfons iPhone 5s a causa de limitacions pressupostàries. Baker va comentar que «fins i tot amb una DSLR haguéssim necessitat personal addicional i hagués hagut de trobar certs lents; per a això no teníem pressupost. Llavors, el que vam fer va ser començar a buscar experiments d'iPhone a Vimeo i ens va impressionar el que vam trobar. Ens vam adonar que en lloc de gastar diners en equip, podríem usar aquests fons per a coses com locacions i extres». Per a la filmació es va utilitzar l'aplicació FiLMIC Pro per controlar l'enfocament, obertura i la temperatura de color, així com per capturar vídeos a una major taxa de bits; i també un adaptador anamòrfic de Moondog Labs per gravar en pantalla ampla. També van usar un estabilitzador Steadicam Smoothee de Tiffen per capturar escenes en moviment.

### Postproducció
Baker va utilitzar Final Cut Pro per obtenir una versió preliminar del film i Da Vinci Resolve per corregir el contrast i la saturació.

## Llançament
Tangerine es va estrenar el 23 de gener de 2015 en el Festival de Cinema de Sundance com a part de la secció NEXT. Magnolia Pictures va adquirir els drets de distribució de la pel·lícula el 27 de gener de 2015 i va confirmar que planejaven llançar-la més endavant, el mateix any 2015. La pel·lícula es va exhibir en el Festival Internacional de Cinema de San Francisco (6 de maig de 2015), el de Seattle (4 de juny de 2015), el d'Oak Cliff (11 de juny de 2015), el de Provincetown (17 de juny de 2015) i al BAMcinemaFest (28 de juny de 2015). La pel·lícula va tenir un llançament limitat a Amèrica del Nord el 10 de juliol de 2015.
A nivell internacional, Tangerine també va participar en el Festival de Cinema de Sidney (12 de juny de 2015) i en el Festival Internacional de Cinema de Karlovy Vary (8 de juliol de 2015). Al Regne Unit, es va estrenar el 13 de novembre de 2015, amb la distribució de Metrodome Group.

### Recepció crítica
La pel·lícula va rebre crítiques molt positives. Rotten Tomatoes va informar que 97% dels crítics l'havien valorat positivament, basat-se en 131 crítiques amb una puntuació mitjana de 8/10. Metacritic va donar-li una puntuació de 85 de 100 basat en 35 crítiques. The Hollywood Reporter va descriure Tangerine com «una pel·lícula d'amigues particularment encantadora», mentre que Indiewire li va atorgar una qualificació d'A- i la va descriure com «un respir d'aire fresc en l'ambient independent, el qual tendeix a enfocar-se en problemes de gent blanca». Justin Chang de Variety va escriure que la pel·lícula és un «retrat proper i cru d'un de les subcultures sexuals més distintives de Los Angeles» i Seth Malvin d'A.V. Wire va comentar que «Tangerine és una gran fita estilística. Un retrat original, enlluernador i inoblidable de la traïció i amistat que fàcilment venç a qualsevol altre film d'aquest any». Ignatiy Vishnevetsky de The A.V. Club també va lloar el film escrivint que «malgrat tot el moviment a Tangerine... i tots els seus cops i discussions, són els moments més tranquils i suaus els que deixen una petjada més forta... Potser aquests moments s'aprecien tant perquè són oasis; són importants pel terreny dur i cruel que han hagut de creuar per arribar-hi. Aquest terreny està traçat de manera estrident i vívida i amb un sentit de diversió».
Els productors Jay i Mark Duplass i la distribuïdora Magnolia Pictures van llançar una campanya perquè les actrius Kitana Kiki Rodriguez i Mya Taylor fossin nominades als premis Oscar, de manera que va ser la primera campanya per a dues actrius obertament transgènere. No obstant això, cap de les dues va ser nominada.

### Premis i nominacions
| Llista de reconeixements                     | Llista de reconeixements     | Llista de reconeixements   | Llista de reconeixements | Llista de reconeixements | Llista de reconeixements |
| Premis o festival                            | Categoria                    | Candidat                   | Resultat                 | Referència               |                          |
| -------------------------------------------- | ---------------------------- | -------------------------- | ------------------------ | ------------------------ | ------------------------ |
| Societat de Crítics de Cinema de Detroit     | Revelació                    | Sean Baker                 | Nominat                  | [ 21 ]                   |                          |
| Premis Gotham                                | Premi de l'Audiència         | Tangerine                  | Guanyador                | [ 22 ]                   |                          |
| Premis Gotham                                | Millor pel·lícula            | Tangerine                  | Nominat                  | [ 22 ]                   |                          |
| Premis Gotham                                | Actor revelació              | Kitana Kiki Rodriguez      | Nominada                 | [ 22 ]                   |                          |
| Premis Gotham                                | Actor revelació              | Mya Taylor                 | Guanyadora               | [ 22 ]                   |                          |
| Premis Independent Spirit 2015               | Millor director              | Sean Baker                 | Nominat                  | [ 23 ]                   |                          |
| Premis Independent Spirit 2015               | Millor pel·lícula            | Tangerine                  | Nominat                  | [ 23 ]                   |                          |
| Premis Independent Spirit 2015               | Millor actriu                | Kitana Kiki Rodriguezm     | Nominada                 | [ 23 ]                   |                          |
| Premis Independent Spirit 2015               | Millor actriu de repartiment | Mya Taylor                 | Guanyadora               | [ 23 ]                   |                          |
| Cercle de Crítics de Cinema de San Francisco | Millor guió original         | Sean Baker i Chris Bergoch | Nominats                 | [ 24 ]                   |                          |
| Cercle de Crítics de Cinema de San Francisco | Millor actriu de repartiment | Mya Taylor                 | Guanyadora               | [ 24 ]                   |                          |